# Rory Darge
Rory Dail Benjamin Darge (* 23. února 2000, Edinburgh) je skotský ragbista hrající za Glasgow Warrios soutěž United Rugby Championship. Jeho nejpreferovanější post je rváček.
V roce 2024 se stal se svým současným týmem vítězem United Rugby Championship. V sezóně 2024/25 byl zvolen do nejlepší sestavy ligy.
Na Six Nations 2024 byl společně s Finnem Russellem jmenován spolukapitánem Skotska. Byl kapitánem skotského reprezentačního týmu do dvaceti let. Na Six Nations 2022 si proti Walesu připsal reprezentační premiéru a na stejném turnaji položil Francii první reprezentační pětku. Zúčastnil se MS 2023. 